# Johnny Miller (Musiker)
Johnny Miller (* 24. Februar 1915 in Pasadena (Kalifornien); † 19. Juli 1988 in Los Angeles) war ein amerikanischer Jazzmusiker (Kontrabass, Komposition), der vor allem als langjähriges Mitglied im Nat-King-Cole-Trio in Erinnerung geblieben ist.

## Wirken
Miller spielte zunächst im Orchester von Lionel Hampton, mit dem es 1937 zu ersten Aufnahmen kam. Er gehörte zu den ersten Bassisten, die die Errungenschaften von Jimmy Blanton aufgriffen und souverän nutzten. 1942 ersetzte er Wesley Prince im Trio von Nat King Cole, mit dem er bis in die 1950er Jahre zahlreiche Konzerte spielte und viele Platten aufnahm. Barry Ulanov stellte fest, dass Miller insbesondere bei den Live-Auftritten mit seiner Präsenz und seiner sensiblen, aber starken Unterstützung seine beiden Mitspieler zu enormen Ausflügen ermunterte.
Norman Granz engagierte Miller als Bassisten zu einigen Konzerten bei Jazz at the Philharmonic (Tonträger 1946, 1949 und 1955) und Just Jazz (1947, 1952). 1950 gehörte er zu den Three Blazers von Johnny Moore. Weiterhin war er an Aufnahmen von Charlie Parker, Ray Charles, Dexter Gordon, Stan Getz, Floyd Dixon, Gene Norman und Big Joe Turner beteiligt. Als Darsteller war er am Spielfilm Stars on Parade (1944), auch als Komponist an Killer Diller (1948) und als Songwriter an Country Music Holiday (1958) beteiligt.